# Elles
Elles o Elless (àrab: الآس, al-Ās) és un jaciment arqueològic de Tunísia situat al sud d'Es Sers, a uns 18 km d'aquesta ciutat, a la vora de la petita vila d'Elles, a la governació del Kef.
S'hi han fet troballes de restes prehistòriques.
També s'hi ha localitzat algunes tombes tardanes, del segle ii aC, que estan en força bon estat; les més ben conservades fins i tot es poden visitar. La número 16, la més ben conservada, té sis cambres i probablement fou el lloc d'enterrament d'una família notable.
Hi ha també algunes restes de les èpoques númida i romana.